# Marie Stopes

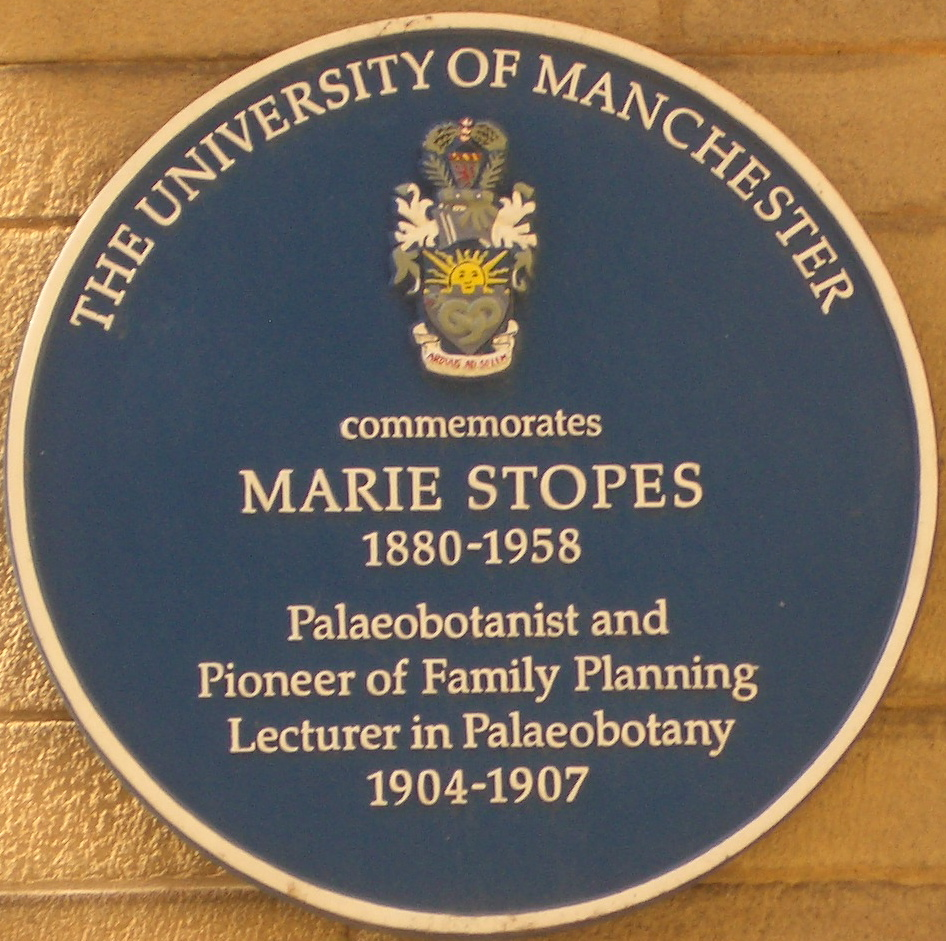
Placa conmemorativa en la Universidad de Mánchester

Marie Charlotte Carmichael Stopes (15 de octubre 1880 – 2 de octubre 1958) fue una autora británica, paleobotánica y defensora de la eugenesia y los derechos de las mujeres. Hizo importantes contribuciones a la paleontología de las plantas y la clasificación del carbón, y fue la primera académica femenina en la facultad de la Universidad de Mánchester. Con su segundo marido, Humphrey Verdon Roe, Stopes fundó la primera clínica de control de natalidad en Gran Bretaña. Stopes editó el boletín de noticias de control de natalidad, que brindó consejos prácticos explícitos. Su manual sexual Married Love o Amor Conyugal (1918) fue controvertido e influyente, y llevó el tema del control de la natalidad a un amplio discurso público. Stopes se opuso públicamente al aborto, argumentando que la prevención de la concepción era todo lo que se necesitaba, aunque sus acciones en privado iban en contra de sus pronunciamientos públicos.
Como partidaria de la eugenesia, uno de sus objetivos declarados era "proporcionar seguridad desde la concepción a quienes están racialmente enfermos". Como reacción a esta actitud, Marie Stopes International (ONG internacional que presta servicios de anticoncepción y aborto seguro en 37 países de todo el mundo) cambió en 2020 su nombre por el de "MSI Reproductive Choices", sin realizar otros cambios.

## Biografía
Stopes nació en Edimburgo. Su padre, Henry Stopes, era cervecero, ingeniero, arquitecto y paleontólogo de Colchester. Su madre era Charlotte Carmichael Stopes, una estudiosa de Shakespeare y activista por los derechos de las mujeres de Edimburgo. A las seis semanas de edad, sus padres se llevaron a Stopes de Escocia;  la familia se quedó brevemente en Colchester y luego se mudó a Londres, donde en 1880 su padre compró el 28 de Cintra Park en Upper Norwood. Sus padres eran miembros de la Asociación Británica para el Avance de la Ciencia, donde se habían conocido. A una edad temprana, fue expuesta a la ciencia y fue llevada a reuniones donde conoció a los famosos eruditos de la época. Al principio, fue educada en casa, pero desde 1892 hasta 1894 asistió a La Escuela para Niñas de San Jorge en Edimburgo. A Stopes la enviaron más tarde a la North London Collegiate School, donde fue muy amiga de Olga Fröbe-Kapteyn.
Stopes se centró principalmente en su carrera científica entre sus 20 y los 30 años. Stopes asistió a la Universidad de Londres en 1900, al University College de Londres como estudiante becada, donde estudió botánica y geología; se graduó con una licenciatura de primera clase en 1902 tras sólo dos años asistiendo tanto a clases diurnas como nocturnas en Birkbeck, Universidad de Londres.
El padre de Stopes murió en 1902, dejando a su familia en la ruina económica. Su profesor de paleobotánica, el Dr. Francis Oliver, la tomó bajo su tutela y la contrató como ayudante de investigación a principios de 1903 Esto fue lo que despertó su interés por la paleobotánica, construyendo una plataforma para comenzar su carrera.
El Dr. Oliver estaba a punto de realizar uno de los mayores hallazgos de la paleobotánica cuando contrató a Stopes como ayudante de investigación. Inicialmente, se pensaba que la mayoría de las plantas fósiles encontradas en las medidas de carbón Carboníferas eran helechos. se encargó a Stopes que encontrara los especímenes que mostraran una mejor conexión con las semillas de las frondas de helecho. Se descubrió que algunos de los "helechos" llevaban semillas. Los "helechos con semillas" pasaron a ser conocidos y reconocidos como el eslabón perdido entre los helechos y las coníferas Más tarde se conocieron como pteridospermas Se le brindó la oportunidad de trabajar con los mayores expertos mundiales en paleobotánica de la época. Ese mismo año ganó la beca Gilchrist del University College de Londres, con la ayuda del Dr. Oliver y de su profesor de geología, Edmund Garwood, que le proporcionó referencias increíbles.
Posteriormente, Stopes obtuvo el título de Doctora en Ciencias por el University College de Londres, convirtiéndose en la persona más joven de Gran Bretaña en conseguirlo. En 1903 publicó un estudio sobre la botánica del río Ebbsfleet, recientemente desecado. Tras realizar investigaciones sobre plantas del Carbonífero en el Real Jardín Botánico de Kew y en el University College de Londres, destinó el dinero de la beca Gilchrist a financiar durante un año su estudio sobre la reproducción de las cícadas vivas. en la Universidad de Múnich. Allí trabajó con Karl von Goebel, uno de los principales paleobotánicos de cícadas. Stopes utilizó este estudio como tesis doctoral, la presentó en alemán y se doctoró en botánica en 1904 En 1904 fue una de las primeras mujeres elegidas miembro de la Linnean Society de Londres y fue nombrada demostradora para enseñar a los estudiantes. También fue miembro y profesora ocasional de paleobotánica en el University College de Londres hasta 1920.

## Investigación científica
A los 23 años, Stopes consiguió su primer empleo en el mundo académico, ocupando el puesto de profesora de paleobotánica en la Universidad Victoria de Manchester de 1904 a 1910. en este puesto se convirtió en la primera mujer académica de dicha universidad. Fue durante este periodo cuando conoció a William Boyd-Dawkins y Frederick Ernst Weiss. Dawkins era amigo de su padre y miembro del consejo de la Universidad, y abogó por su puesto de profesora cuando los miembros del senado se opusieron al concepto de que una mujer enseñara a hombres jóvenes Stopes era conocida en el campus como una mujer fiestera: se relacionaba libremente con el personal, los colegas y algunos estudiantes, o "flirteaba".
Durante su estancia en Manchester, Stopes estudió el carbón y las bolas de carbón e investigó la colección de Glossopteris (helechos semilleros del Pérmico). Con ello intentaba demostrar la teoría de Eduard Suess sobre la existencia de Gondwana o Pangea. Un encuentro fortuito con el explorador antártico Robert Falcon Scott durante una de sus conferencias para recaudar fondos en 1904 le brindó la posibilidad de demostrar la teoría de Suess. La pasión de Stopes por demostrar la teoría de Suess la llevó a discutir la posibilidad de unirse a la siguiente expedición de Scott a la Antártida. No se unió a la expedición, pero Scott prometió traer muestras de fósiles para demostrar la teoría. Scott murió durante la expedición Terra Nova de 1912, pero los fósiles de plantas de las Montañas Reina Maud encontrados cerca de los cuerpos de Scott y sus compañeros proporcionaron esta prueba.
Durante el tiempo que Stopes pasó en Manchester, estudió carbón y bolas de carbón e investigó la colección de Glossopteris (helechos semilleros de Permia). Este fue un intento de probar la teoría de Eduard Suess sobre la existencia de Gondwana o Pangea. Un encuentro casual con el explorador antártico Robert Falcon Scott durante una de sus conferencias de recaudación de fondos en 1904 brindó la posibilidad de probar la teoría de Suess. La pasión de Stopes por demostrar la teoría de Suess la llevó a discutir la posibilidad de unirse a la próxima expedición de Scott a la Antártida. No se unió a la expedición, pero Scott prometió traer muestras de fósiles para proporcionar evidencia de la teoría. Scott murió durante la Expedición Terra Nova de 1912, pero los fósiles de plantas de las Montañas Reina Maud que se encontraron cerca de los cuerpos de Scott y sus compañeros proporcionaron esta evidencia.
Su estudio de las bolas de carbón del Carbonífero con el Dr. Francis Oliver durante su estancia en el University College de Londres resultó fundamental y, junto con la influencia de Dawkins y Weiss en la Universidad Victoria de Manchester, contribuyó a despertar el interés de Stopes por este campo de investigación, favorecido, en parte, por su proximidad a los filones de carbón del norte de Inglaterra. Estos filones contenían nódulos calcáreos que conservaban la estructura anatómica de la turba permineralizada que formaba las bolas de carbón. El motivo de su investigación fue, en parte, la importancia del carbón para el Imperio Británico como principal fuente de combustible. Las minas de estas bolas de carbón estaban cerca de Manchester, y Stopes se diferenció de otros paleobotánicos por acudir directamente a estas minas y observar el carbón in situ.
Durante este periodo de su investigación, Stopes trabajó primero con James Lomax, un fabricante de láminas delgadas petrográficas. Ella y Lomax no se llevaban bien; como resultado, decidió trabajar con David Meredith-Seares Watson, uno de sus estudiantes universitarios. Juntos investigaron los estratos carboníferos del norte de Inglaterra. Sus hallazgos les llevaron a plantear la hipótesis de que las bolas de carbón autóctonas de la zona se formaron cuando el agua marina impregnó las turberas carboníferas. Demostraron que las bolas de carbón se habían formado in situ, y que los nódulos no habían sido transportados, como se afirmaba en aquella época. Al estar las bolas de carbón estrechamente asociadas a las bandas marinas suprayacentes, Stopes y Watson llegaron a la conclusión de que el carbonato de las bolas de carbón había sido arrastrado a los pantanos carboníferos desde los mares adyacentes. Esto fue discutido mientras se exponía en conferencias, pero finalmente las pruebas se hicieron lo suficientemente sostenibles como para que este hallazgo se convirtiera en una de las mayores contribuciones al campo.
Siguiendo con la investigación de las bolas de carbón, Stopes amplió sus estudios para incluir las de la era mesozoica. Esto representaba para ella un nuevo y apasionante campo de estudio, ya que hasta entonces apenas se habían encontrado indicios de plantas mesozoicas anatómicamente conservadas. Pidiendo consejo a otros académicos del ramo, recibió pistas sobre posibles zonas de estudio en la India y Japón, esta última de gran importancia más adelante. La región más prometedora en aquel momento resultó estar mucho más cerca de casa, y el 22 de marzo de 1907, en medio de una enorme ola de calor, Stopes y Watson partieron hacia la costa jurásica del noreste de Escocia, a la ciudad minera de Brora, en el fiordo de Moray.
Stopes teorizó que Brora albergaría el tipo de bolas de carbón mesozoico que buscaba. Esta forma de predicción geológica, "geoprofecía", como la llamaba Stopes, se conoce formalmente como bioestratigrafía, y fue formulada originalmente por el científico danés del siglo XVII Nicholas Steno. Al llegar a Brora, descubrieron que las minas de carbón de la ciudad seguían en pleno funcionamiento, por lo que no pudieron acceder a ellas. En su lugar, la pareja puso sus miras en la costa y, a pesar de encontrar algunos especímenes fósiles de interés, no pudieron localizar ninguna bola de carbón. A pesar de este contratiempo, los fósiles de flora que recuperaron fueron los primeros ejemplares del Jurásico Medio descubiertos en la región y demostraron la existencia de un vínculo bioestratigráfico entre las costas de Escocia y el noreste de Inglaterra.
Tras regresar a Manchester en abril de 1907, Stopes se dispuso a procesar sus descubrimientos de Bora para su publicación. Sin embargo, un esfuerzo previo del año anterior acabaría dando sus frutos. Durante su investigación sobre Brora, Stopes había mantenido correspondencia con varios geólogos de alto nivel de la época, entre ellos John Wesley Judd y Albert Charles Seward, y estos dos hombres ayudaron a Stopes a conseguir su primera beca importante, que había solicitado en 1906. El propósito de esta beca de 85 libras era permitirle llevar a cabo su investigación sobre las bolas de carbón mesozoicas en Japón, y el 19 de mayo de 1907 le fue concedida por la Royal Society. En seis semanas, Stopes concluyó su investigación sobre Brora, e hizo los preparativos para partir hacia Japón el 3 de julio de 1907. Pasó dieciocho meses en la Universidad Imperial de Tokio y exploró las minas de carbón de Hokkaido en busca de plantas fosilizadas. Al igual que en el estudio de Brora, Stopes tampoco localizó bolas de carbón del Mesozoico en Japón, pero sí logró descubrir muchos fósiles importantes, como las floras de angiospermas del Cretácico, sobre las que escribió en su artículo de 1909 "Plant containing nodules from Japan" para el Quarterly Journal of the Geological Society de Londres. También publicó sus experiencias japonesas en forma de diario, titulado "Journal from Japan: a daily record of life as seen by a scientist", en 1910.
En 1910, el Servicio Geológico de Canadá encargó a Stopes que determinara la edad de Fern Ledges, una estructura geológica de Saint John, Nuevo Brunswick. Forma parte de la Formación Lancaster, de la época peninsilvánica temprana. Los estudiosos canadienses estaban divididos entre datarlo en el Devónico o en el Pensilvánico. Stopes llegó a Norteamérica antes de Navidad para iniciar su investigación. El 29 de diciembre conoció al investigador canadiense Reginald Ruggles Gates en San Luis, Misuri; se comprometieron dos días después. En febrero de 1911 comenzó a trabajar en los Fern Ledges, realizó trabajos geológicos de campo e investigó en colecciones geológicas de museos, además de enviar especímenes a Inglaterra para su posterior investigación. La pareja se casó en marzo y regresó a Inglaterra el 1 de abril de ese año. Stopes continuó sus investigaciones. A mediados de 1912 presentó sus resultados, que correspondían al periodo Pensilvánico del Carbonífero. El Gobierno de Canadá publicó sus resultados en 1914. Ese mismo año, su matrimonio con Gates fue anulado.
Durante la Primera Guerra Mundial, Stopes se dedicó a realizar estudios sobre el carbón para el gobierno británico, que culminaron con la redacción de "Monografía sobre la constitución del carbón" con R.V. Wheeler en 1918. El éxito del trabajo de Stopes en cuestiones matrimoniales y de control de la natalidad la llevó a reducir su labor académica; sus últimas publicaciones científicas datan de 1935. Según W. G. Chaloner (2005), "entre 1903 y 1935 publicó una serie de trabajos paleobotánicos que la situaron entre la media docena de paleobotánicos británicos más destacados de su época". Stopes hizo importantes contribuciones al conocimiento de las primeras angiospermas, la formación de bolas de carbón y la naturaleza de los macerales del carbón. El esquema de clasificación y la terminología que ideó para el carbón siguen utilizándose. Stopes también escribió un libro de divulgación sobre paleobotánica, "Ancient Plants" (1910; Blackie, Londres), en lo que se calificó de exitoso esfuerzo pionero para introducir el tema entre los no científicos.

## Amor Conyugal
Alrededor del inicio de su proceso de divorcio en 1913, Stopes empezó a escribir un libro sobre cómo creía que debía funcionar el matrimonio. En julio de 1913 conoció a Margaret Sanger, que acababa de dar una charla sobre el control de la natalidad en una reunión de la Sociedad Fabiana. Stopes mostró a Sanger sus escritos y le pidió consejo sobre un capítulo dedicado a la anticoncepción. El libro de Stopes estaba terminado a finales de 1913. Se lo ofreció a la editorial Blackie & Son, que lo rechazó. Varios editores rechazaron el libro por considerarlo demasiado polémico. Cuando Binnie Dunlop, secretario de la Liga Malthusiana, le presentó a Humphrey Verdon Roe futuro segundo marido de Stopes- en 1917, recibió el impulso que le ayudó a publicar su libro. Roe era un filántropo interesado en el control de la natalidad; pagó a la editorial Fifield & Co. para que publicara la obra. El libro fue un éxito instantáneo, necesitó cinco ediciones en el primer año, y elevó a Stopes a la prominencia nacional.
Amor Conyugal se publicó el 26 de marzo de 1918; ese día, Stopes visitaba a Humphrey Roe, que acababa de regresar con un tobillo roto del servicio en la Primera Guerra Mundial tras estrellarse su avión. Menos de dos meses después se casaron y Stopes tuvo su primera oportunidad de poner en práctica lo que predicaba en su libro. El éxito de Amor Conyugal animó a Stopes a publicar una continuación: el ya escrito Wise Parenthood: a Book for Married People, un manual sobre el control de la natalidad que se publicó ese mismo año. Muchas lectoras escribieron a Stopes pidiendo consejo personal, que ella se esforzó en dar.
Wise Parenthood estaba dirigido a las mujeres casadas, ya que Stopes creía que el control de la natalidad era necesario para las parejas casadas para ayudar a proteger a las madres contra el agotamiento de la maternidad excesiva. Aunque muchos consideraron escandalosa la defensa que Stopes hacía del control de la natalidad, Wise Parenthood imprimió diez ediciones y fue una exitosa continuación de Amor Conyugal.
Al año siguiente, Stopes publicó Una carta a las madres trabajadoras sobre cómo tener hijos sanos y evitar embarazos debilitantes, una versión condensada de Wise Parenthood dirigida a los pobres. Se trataba de un panfleto de 16 páginas que se distribuiría gratuitamente. Hasta ese momento, el público al que Stopes se dirigía eran las clases medias. Había mostrado poco interés o respeto por las clases trabajadoras; la Carta pretendía corregir este sesgo.
El 16 de julio de 1919, Stopes -embarazada y con un mes de retraso- ingresó en una residencia de ancianos. Stopes y los médicos se enfrentaron por el método de parto: no se le permitió dar a luz de rodillas. El niño nació muerto; los médicos sugirieron que el incidente se debía a la sífilis, pero un examen excluyó esa posibilidad. Stopes se enfureció y dijo que su bebé había sido asesinado. Tenía 38 años.

## Marie Stopes: Su trabajo y su obra
Aylmer Maude, aclamado escritor y experto en Tolstoi, fue llevado al hogar de Stopes y Gates en un esfuerzo por apoyar sus necesidades financieras. Aunque el matrimonio ya era problemático, la intromisión de Maude en el hogar no hizo sino añadir más tensión al matrimonio, ya que el carácter coqueto de Stopes provocó más celos y frustración en Gates. Maude y Stopes siguieron siendo amigos mucho después de su separación de Gates en 1914, y la intensidad de su relación quedó reflejada en una carta que él le escribió inmediatamente antes de su segundo matrimonio con Humphrey Roe: "Mi queridísima Una [apodo cariñoso con el que Maude llamaba a Stopes], te he estado molestando con cartas últimamente... Aun así, no puedo dejar pasar la víspera de tu tercer matrimonio sin enviarte mis más cordiales buenos deseos y mis saludos más afectuosos".
La biografía de Maude, "The Authorized Life of Marie C Stopes", se publicó en 1924. El libro no fue bien recibido (The Spectator lo describió como "un panegírico y no una biografía") e incluso podría haber sido escrito por la propia Stopes. Cuando Stopes culpó a Maude de las escasas ventas del libro, él le contestó: "me insististe tanto en la importancia de publicar ("The Authorized...") rápidamente, que evidentemente me precipité hasta el punto de echarla a perder y no corregí algunos de los errores de tu borrador".
El libro se volvió a publicar en 1933 con el título "Marie Stopes Her Work and Play". Aunque este último libro incluía un relato del juicio por difamación de Stopes contra Sutherland en 1923, se ha cuestionado su credibilidad. Por ejemplo, se ha demostrado que aspectos significativos de la historia de la visita de Stopes al profesor McIlroy disfrazada y con un capuchón cervical (el mismo dispositivo sobre el que McIlroy había sido tan crítica durante el juicio ante el Tribunal Supremo) fueron inventados, y se ha demostrado que el trato de McIlroy a Stopes fue coherente con su testimonio ante el Tribunal Supremo.

## Un nuevo Evangelio para todos los pueblos
Cuando Stopes se hubo recuperado lo suficiente, volvió al trabajo en 1920; se dedicó a hablar en público y a responder a cartas en las que se pedía consejo sobre el matrimonio, el sexo y el control de la natalidad. Envió a la señora E. B. Mayne a difundir la Carta a las madres trabajadoras en los barrios marginales del este de Londres. Mayne se acercaba a veinte familias al día, pero tras varios meses llegó a la conclusión de que la clase trabajadora desconfiaba de los entrometidos bienintencionados
Esta falta de éxito hizo que Stopes contemplara un enfoque diferente para llevar su mensaje a los pobres. En junio debía celebrarse una conferencia de obispos anglicanos; poco antes de la conferencia, Stopes tuvo una visión. Llamó a su secretaria y le dictó un mensaje dirigido a los obispos que comenzaba así: "Señores, os hablo en nombre de Dios. Vosotros sois sus sacerdotes. Yo soy su profeta. Os hablo de los misterios del hombre y de la mujer". En 1922, Stopes escribió Un Nuevo Evangelio Para Todos Los Pueblos. Los obispos no se mostraron receptivos; entre las resoluciones aprobadas durante la conferencia había una dirigida contra "el cultivo deliberado de la unión sexual" y otra contra "la literatura indecente, las obras de teatro y las películas sugestivas [y] la venta abierta o secreta de anticonceptivos". [La reacción de la Iglesia Católica fue más estridente, lo que marcó el inicio de un conflicto que duró el resto de la vida de Stopes.

## Planificación familiar

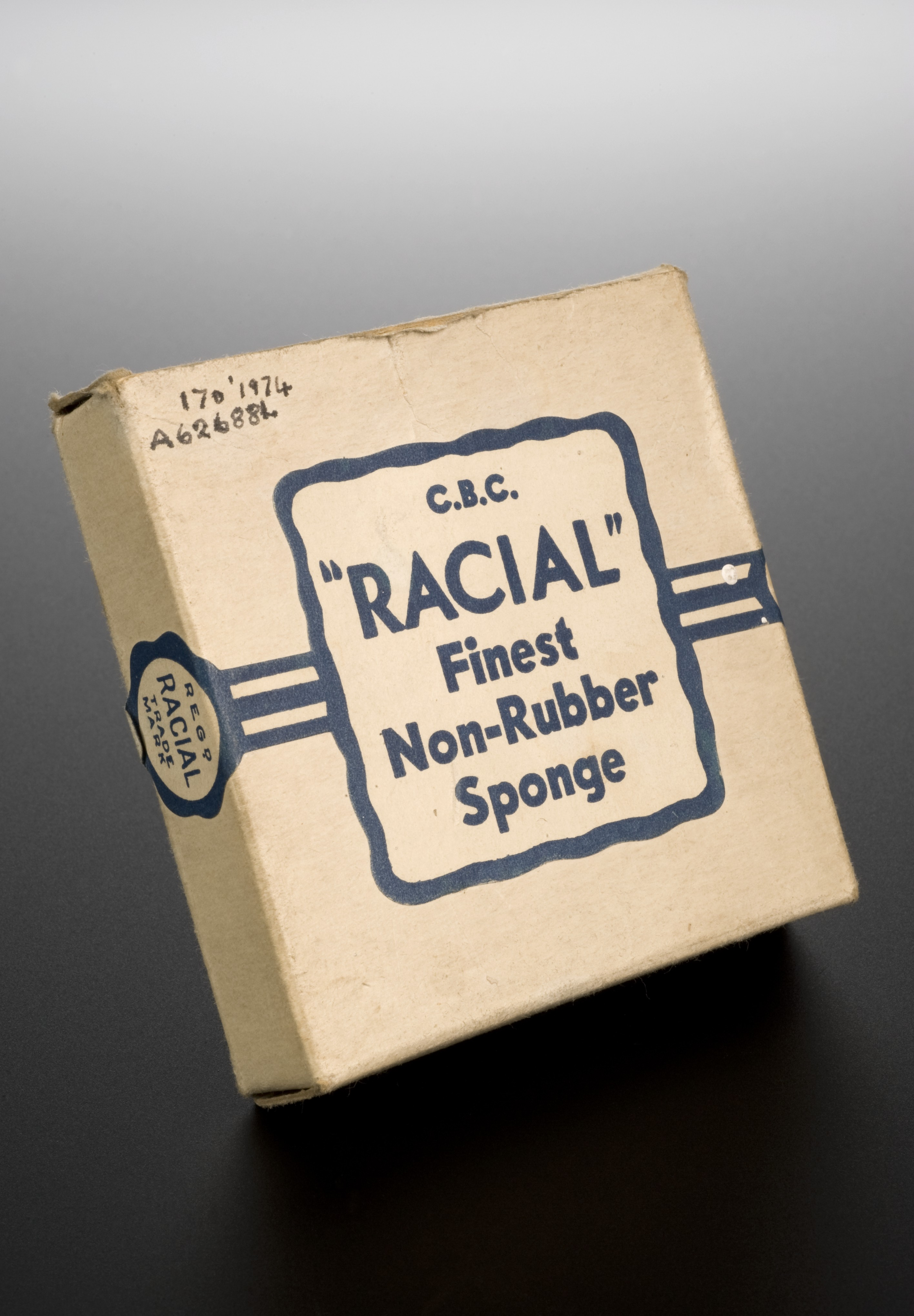
Esponja anticonceptiva sintética Racial en su envase (Londres, Reino Unido, 1940-1960). El producto se ofrecía en las clínicas de planificación familiar de Stopes y el nombre alude a sus posturas eugenésicas.

En 1917, antes de conocer a Marie Stopes, Humphrey Roe se ofreció a dotar una clínica de control de natalidad anexa al hospital St. Mary de Manchester. Proponía que todas las pacientes estuvieran casadas y que no se practicaran abortos, pero su oferta fue rechazada, lo que supuso un serio problema para Roe; tras su matrimonio, él y Stopes planeaban abrir una clínica para madres pobres en Londres.
Margaret Sanger, otra pionera del control de la natalidad, había abierto una clínica en Nueva York, pero la policía la cerró. En 1920, Sanger propuso abrir una clínica en Londres; esto animó a Stopes a actuar de forma más constructiva, pero su plan nunca se materializó. Stopes renunció a su cátedra en el University College de Londres a finales de 1920 para concentrarse en la clínica; fundó la Sociedad para el Control Constructivo de la Natalidad y el Progreso Racial, una organización de apoyo a la clínica. Stopes explicó que el objetivo de la Sociedad era:
"...contrarrestar el mal constante que ha estado creciendo durante muchos años de la reducción de la tasa de natalidad sólo por parte de los ahorrativos, sabios, bien contentos, y los miembros generalmente sanos de nuestra comunidad, y la cría imprudente desde el extremo C.3, y el semi-débil mental, el descuidado, que están aumentando proporcionalmente en nuestra comunidad debido a la desaceleración de la tasa de natalidad en el otro extremo de la escala social. Las estadísticas muestran que cada año la tasa de natalidad del peor extremo de nuestra comunidad aumenta en proporción a la tasa de natalidad del mejor extremo, y fue para tratar de corregir ese grave peligro social que me embarqué en este trabajo".
En la prensa impresa hay una lista de destacados partidarios que incluye a la militante sufragista Lady Constance Lytton, la novelista feminista Vera Brittain, Emily Pethick-Lawrence (antigua tesorera de la Unión Social y Política de las Mujeres) y la predicadora Maude Royden (Women's Suffrage Societies). Entre los partidarios posteriores se encontraba el eminente economista John Maynard Keynes. Tres meses más tarde, ella y Roe abrieron la Clínica para Madres en el número 61 de Marlborough Road, Holloway, al norte de Londres, el 17 de marzo de 1921. La clínica estaba dirigida por comadronas y contaba con el apoyo de médicos visitantes. Ofrecía a las madres consejos sobre control de la natalidad, les enseñaba métodos anticonceptivos y dispensaba los propios capuchones cervicales "Pro-Raza" (y "Racial") de Stopes.
La clínica gratuita estaba abierta a todas las mujeres casadas para que conocieran la salud reproductiva. Stopes intentó descubrir alternativas para las familias y aumentar los conocimientos sobre el control de la natalidad y el sistema reproductivo. Entre las opciones estaban el capuchón cervical -que era el más popular-, el coitus interruptus y los espermicidas a base de jabón y aceite. Stopes redescubrió el uso de esponjas empapadas en aceite de oliva como método anticonceptivo alternativo. El uso del aceite de oliva como espermicida se remonta a la época griega y romana. Su receta resultó muy eficaz. Probó muchos de sus anticonceptivos en pacientes de sus clínicas.
Stopes se entusiasmó con un dispositivo anticonceptivo llamado "broche de oro", que al parecer había tenido éxito en Estados Unidos. Unos meses más tarde, preguntó a Norman Haire, un médico australiano, si estaría interesado en realizar un ensayo clínico del dispositivo, ya que tenía dos corresponsales que querían utilizarlo. Haire ya había investigado el dispositivo y lo había considerado peligroso. Haire se involucró en otra clínica de control de natalidad que abrió en Walworth en noviembre de 1921; más tarde surgió una rivalidad entre Stopes y Haire en The Lancet. Haire sacó a colación el episodio del alfiler de oro, a pesar de que la clínica de Stopes nunca lo había utilizado. La cuestión del dispositivo del alfiler de oro resurgió en el caso Stopes-Sutherland por difamación unos años más tarde.
En 1925, la Clínica para Madres se trasladó al centro de Londres, donde permanece desde 2015. Stopes fue creando poco a poco una pequeña red de clínicas por toda Gran Bretaña, trabajando para financiarlas. Abrió clínicas en Leeds en abril de 1934, en Aberdeen en octubre de 1934, en Belfast en octubre de 1936, en Cardiff en octubre de 1937 y en Swansea en enero de 1943.

### La Organización Internacional Marie Stopes
Las clínicas siguieron funcionando tras la muerte de Stopes, pero a principios de la década de 1970 atravesaban dificultades económicas y en 1975 se declararon en suspensión de pagos voluntaria. Marie Stopes International se creó un año después como organización no gubernamental (ONG) internacional dedicada a la salud sexual y reproductiva. La asociación mundial asumió la responsabilidad de la clínica principal, y en 1978 comenzó su labor en el extranjero, en Nueva Delhi (India). Desde entonces, la organización no ha dejado de crecer; hoy trabaja en 37 países (2019), cuenta con 452 clínicas y tiene oficinas en Londres, Bruselas, Melbourne y Estados Unidos.

### Caso de oposición y difamación
En 1922, el Dr. Halliday Sutherland escribió un libro titulado Control Natal: Una declaración de doctrina cristiana contra los neomalthusianos. En los años de entreguerras, los términos "control de la natalidad" y "eugenesia" estaban estrechamente relacionados; según Jane Carey, estaban "tan entrelazados que eran sinónimos".

Tras los ataques a "las falacias esenciales de la enseñanza malthusiana", el libro de Sutherland atacó a Stopes. Bajo los títulos "Especialmente perjudicial para los pobres" y "Exponiendo a los pobres a experimentos", se leía:
En medio de un barrio marginal de Londres, una mujer, doctora en filosofía alemana (Munich), ha abierto una clínica de control de la natalidad, donde se instruye a las mujeres trabajadoras en un método anticonceptivo descrito por el profesor McIlroy como "el método más dañino del que he tenido experiencia". Cuando recordamos que el Ministerio de Sanidad y las autoridades locales gastan millones en leche pura para mujeres embarazadas y lactantes necesitadas, en clínicas de maternidad para proteger la salud de las madres antes y después del parto, en la provisión de comadronas cualificadas y en centros de bienestar infantil, es realmente sorprendente que el Ministro del Interior tolere esta monstruosa campaña de control de la natalidad. Charles Bradlaugh fue condenado a prisión por un delito menos grave.
Stopes se indignó. La referencia a la "doctora en filosofía alemana" pretendía socavar a Stopes porque no era doctora en medicina y, al ser tan poco tiempo después de la Primera Guerra Mundial, pretendía aprovechar el sentimiento antialemán. El trabajo de Stopes se había relacionado con Charles Bradlaugh, que había sido condenado por obscenidad 45 años antes al reeditar en Gran Bretaña un texto malthusiano estadounidense que "defendía y daba información explícita sobre métodos anticonceptivos". Stopes retó a Sutherland a un debate público. Como Sutherland no respondió, Stopes interpuso una demanda por difamación, que comenzó el 21 de febrero de 1923. Se formularon cuatro preguntas al jurado, que respondió de la siguiente manera:
1. ¿Fueron las palabras denunciadas difamatorias para el demandante? Sí.
2. ¿Eran ciertas en esencia y de hecho? Sí.
3. ¿Eran comentarios justos? No.
4. ¿Daños, si los hubiera? £100.

Basándose en el veredicto del jurado, los abogados de ambas partes pidieron una sentencia a su favor, por lo que todo se redujo a argumentos jurídicos. El abogado de Sutherland argumentó con éxito que, en cuanto el jurado decidiera que las declaraciones eran ciertas en esencia y de hecho, se acababa el asunto. Fue una victoria moral para Stopes, según la prensa, y ella apeló. El 20 de julio, el Tribunal de Apelación revocó la decisión anterior (2-1), concediendo las 100 libras a Stopes. La comunidad católica se movilizó para apoyar a Sutherland, que era católica, y Stopes hizo una campaña pública para recaudar 10.000 libras. Sutherland presentó un recurso final ante la Cámara de los Lores el 21 de noviembre de 1924. El juicio había convertido el control de la natalidad en un tema público y el número de clientes que visitaban la clínica se duplicó. Los Lores fallaron a favor de Sutherland (4 a 1) y, a pesar de que la decisión era irrevocable, Stopes escribió al Lord Canciller para que la anulara "de modo que las sutilezas legales basadas en una mala interpretación no puedan robarme la victoria" El coste para Stopes fue enorme; los gastos se compensaron parcialmente con la publicidad y las ventas de libros.

A Stopes se le recordaba incluso en una rima de patio de recreo:
Jeanie, Jeanie, full of hopes,
Read a book by Marie Stopes,
But, to judge from her condition,
She must have read the wrong edition.
(Jeanie, Jeanie, llena de esperanzas,
Lee un libro de Marie Stopes,
Pero, a juzgar por su estado,

Debió de leer la edición equivocada.)

## Vida literaria
Stopes conocía a muchas figuras literarias de la época. Mantuvo una larga correspondencia con George Bernard Shaw y Aylmer Maude, y discutió con H. G. Wells. Noël Coward escribió un poema sobre ella y editó las cartas de Lord Alfred Douglas. Solicitó sin éxito a Neville Chamberlain que Douglas recibiera una pensión civil; la petición fue firmada por Arthur Quiller-Couch, John Gielgud, Evelyn Waugh y Virginia Woolf, entre otros. La secretaria general de la Sociedad de Poesía, Muriel Spark, tuvo un altercado con Stopes; según Mark Bostridge, Spark "se lamentó de que la madre de Stopes no hubiera estado mejor informada sobre [el control de la natalidad]".
Stopes escribió poemas, obras de teatro y novelas; durante la Primera Guerra Mundial escribió obras cada vez más didácticas. Su primer gran éxito fue Our Ostriches (Nuestras Avestruces), una obra que abordaba la actitud de la sociedad ante el hecho de que las mujeres de clase trabajadora se vieran obligadas a tener hijos durante toda su vida. Se produjo apresuradamente en lugar de Vectia, otra obra de Stopes. Vectia es un intento autobiográfico de analizar el fracaso del primer matrimonio de Stopes. Debido a sus temas de sexo e impotencia, se le denegó la licencia para ser representada, a pesar de los frecuentes esfuerzos de Stopes. En 1926, Stopes hizo imprimir Vectia bajo el título A Banned Play and a Preface on Censorship (Una obra prohibida y un prefacio sobre la censura). Además de una reposición de Our Ostriches en 1930, Stopes produjo otras dos obras para el escenario londinense, "Don't Tell Timothy", una farsa musical producida en 1925-26, y "Buckie's Bears", una representación navideña para niños, supuestamente dictada por su hijo, Henry Roe-Stopes, producida anualmente entre 1931 y 1936.
En colaboración con Joji Sakurai, Stopes realizó una traducción de tres obras japonesas Plays of Old Japan: The Nō en 1913.
Stopes publicó varios volúmenes de poesía, entre ellos Man and Other Poems (1913), Love Songs for Young Lovers (1939), Oriri (1940) y Joy and Verity (1952). También publicó una novela, Love's Creation (1928), bajo el seudónimo de "Marie Carmichael".

## Posturas

### Opiniones sobre el aborto
En público, Stopes se declaraba contraria al aborto y durante su vida sus clínicas no ofrecieron ese servicio. Stopes pensaba que el uso de anticonceptivos era el medio preferido para que las familias limitaran voluntariamente el número de hijos. Las enfermeras de la clínica de Stopes tenían que firmar una declaración en la que se comprometían a "no facilitar ninguna información ni prestar ningún tipo de ayuda a ninguna persona que pudiera conducir a la destrucción in utero de los productos de la concepción". Cuando Stopes se enteró de que una amiga de Avro Manhattan había abortado, le acusó de asesinar al feto.
Sus acciones privadas estaban, sin embargo, en desacuerdo con sus declaraciones públicas. En una carta de 1919, ella había descrito un método de aborto a un corresponsal no identificado y "en algunos casos incluso estaba preparada para abogar por el aborto o, como prefería decirlo, la evacuación del útero". Además, en "Wise Parenthood" había promovido el "broche de oro" o "resorte", que era un "método [que] podría describirse como un abortivo".

### Eugenesia
En su biografía de Stopes, June Rose afirmaba que "Marie era una elitista, una idealista, interesada en crear una sociedad en la que solo sobrevivieran los mejores y los más bellos", una opinión de la que se hizo eco Richard A. Soloway en la Galton Lecture de 1996: "Si el interés general de Stopes por el control de la natalidad era una consecuencia lógica de su preocupación romántica por una sexualidad compatible dentro de un matrimonio feliz, sus esfuerzos particulares por proporcionar anticonceptivos a los pobres tenían mucho más que ver con su preocupación eugenésica por la inminente 'oscuridad racial' que la adopción de anticonceptivos prometía iluminar".
El entusiasmo de Stopes por la eugenesia y la mejora de las razas coincidía con el de muchos intelectuales y figuras públicas de la época: por ejemplo, Havelock Ellis, Cyril Burt y George Bernard Shaw. Las simpatías eugenésicas procedían de la izquierda y la derecha de la política e incluían a políticos laboristas, como Ellen Wilkinson. De niña, Stopes había conocido a Francis Galton, uno de los fundadores de la eugenesia moderna, a través de su padre. Se unió a la Sociedad de Educación Eugenésica en 1912 y se convirtió en miembro vitalicio en 1921 Clare Debenham, en su biografía de Stopes de 2018, sostiene en el capítulo nueve que fue una eugenista inconformista, rechazada por el círculo interno de la Sociedad Eugenésica. En 1934, reflexionó: "Soy socia vitalicia y tendría mucho más interés en la Sociedad Eugenésica si no me hubieran dado la espalda".

Los objetivos de la Sociedad para el Control Constructivo de la Natalidad y el Progreso Racial expresaban los objetivos eugenésicos de la Clínica de Madres, resumidos en el principio 16:
"En resumen, somos profunda y fundamentalmente una organización pro-bebé, a favor de producir el mayor número posible de niños sanos y felices sin detrimento de la madre, y con el mínimo desperdicio de infantes por muertes prematuras. En este sentido, nuestro lema ha sido 'Bebés en el lugar correcto', y es tanto el objetivo del Control Constructivo de la Natalidad asegurar la concepción a aquellas personas casadas que están sanas, no tienen hijos y los desean, como proporcionar seguridad frente a la concepción a aquellos que están racialmente enfermos, ya sobrecargados de niños, o de alguna manera específica no aptos para la paternidad".
"Enfermos raciales" incluía afecciones que hoy se consideran enfermedades infecciosas (como la tuberculosis), o causadas por factores ambientales (como las malas condiciones de vida y la malnutrición).
Stopes abogó por la esterilización obligatoria de quienes consideraba no aptos para la paternidad en 1918 y en 1920.
En el capítulo XX de su libro de 1920 Radiant Motherhood (Maternidad radiante), Stopes hablaba de la raza y decía que la "única reforma central" era: "El poder de la madre, ejercido conscientemente en la procreación voluntaria y el feliz alumbramiento de sus hijos, es el mayor poder del mundo". Añadió que dos "peligros principales" se interponían en el camino. El primero de ellos es la ignorancia y el segundo es la "incapacidad innata que reside en la vasta y creciente población de degenerados, débiles mentales y desequilibrados que se encuentran actualmente entre nosotros y que devastan las costumbres sociales. Éstos pueblan más rápidamente y tienden proporcionalmente a aumentar y son como el parásito sobre el árbol sano que mina su vitalidad". Stopes afirmó entonces que "unas pocas y sencillas leyes del Parlamento" podrían hacer frente a "esta prolífica depravación" mediante la esterilización por rayos X y aseguró al lector que "cuando se aprueben proyectos de ley para garantizar la esterilidad de las personas irremediablemente podridas y racialmente enfermas, y para proporcionar educación a las mujeres embarazadas para que críen a sus hijos de forma saludable, nuestra raza sofocará rápidamente la corriente de vidas depravadas, desesperadas y miserables que actualmente aumentan en proporción entre nosotros".
Stopes promovió sus ideas eugenésicas entre los políticos. En 1920 envió un ejemplar de su libro Radiant Motherhood a la secretaria del primer ministro, Frances Stevenson, y le instó a que hiciera que David Lloyd George lo leyera. En noviembre de 1922, justo antes de las elecciones generales, envió un cuestionario a los candidatos al parlamento en el que les pedía que firmaran una declaración en la que afirmaban que: "Estoy de acuerdo en que la situación actual, en la que se cría principalmente a partir de la población C3 y se carga y desalienta a la A1, es deplorable a nivel nacional, y si soy elegido al Parlamento presionaré al Ministerio de Sanidad para que proporcione información científica a través de las clínicas prenatales, los centros de bienestar y otras instituciones bajo su control que reduzcan la población C3 y aumenten la A1". Recibió 150 respuestas.
En julio de 1931, el Gremio de Mujeres Cooperativistas aprobó en su conferencia una resolución a favor de la esterilización obligatoria de las personas mental o físicamente incapacitadas.
Una carta de Stopes a un amigo en 1933 revelaba su desilusión con la eugenesia: "No creo que quiera escribir un libro sobre eugenesia. La palabra ha sido tan manchada por algunas personas que no van a dejar que mi nombre aparezca en él". A pesar de ello, asistió al Congreso Internacional de Ciencias de la Población en Berlín en 1935. Tras asistir a esta conferencia, fue atacada por algunos de sus antiguos partidarios, como Guy Aldred y Havelock Ellis y, a su muerte en 1958, legó sus clínicas a la Sociedad Eugenésica.
En 1934, una entrevista publicada en el Australian Women's Weekly reveló su opinión sobre los matrimonios mestizos: desaconsejaba a sus corresponsales de ello y creía que todos los mestizos debían ser esterilizados al nacer... "así, sin dolor y sin interferir en la vida del individuo, se evita que el infeliz destino de quien no es ni blanco ni negro se transmita a los bebés que aún no han nacido".
En agosto de 1939 envió un ejemplar de su Love Song for Young Lovers (Canción de amor para jóvenes enamorados) a Adolf Hitler porque "el amor es lo más grande del mundo". Quería que sus poemas se distribuyeran a través de las clínicas anticonceptivas alemanas. Sin embargo, según Rose, cualquier simpatía que pudiera haber tenido con Hitler se disipó cuando éste cerró esas clínicas. El 12 de julio de 1940 escribió a Winston Churchill para ofrecerle un lema: "Combatir la Batalla de Inglaterra en el aire de Berlín".

## Vida personal
Stopes mantuvo una relación, principalmente por correspondencia, con el botánico japonés Kenjiro Fujii, a quien conoció en la Universidad de Munich en 1904 mientras investigaba su doctorado En 1907, durante su estancia de 1904 a 1910 en la Universidad de Mánchester, organizó una investigación en Japón que le permitió estar con Fujii. La relación terminó.
En 1911, Stopes se casó con el genetista canadiense Reginald Ruggles Gates. Ella había mantenido su nombre por principios; su trabajo florecía mientras el de él tenía dificultades. Stopes formaba parte de la Liga por la Libertad de la Mujer y él se oponía firmemente a su apoyo a las sufragistas y, al parecer, se sentía frustrado. El matrimonio se deshizo entre disputas por la casa y el alquiler. Al cabo de otro año, ella buscó asesoramiento legal para poner fin al matrimonio. Al no recibir ayuda útil, leyó el código legal buscando la forma de divorciarse. El 11 de mayo de 1913, Stopes solicitó el divorcio alegando que el matrimonio nunca se había consumado. Gates abandonó Inglaterra al año siguiente y no impugnó el divorcio, aunque rebatió las afirmaciones de Stopes, describiéndola como "supersexuada hasta un grado casi patológico". A esto añadió que "podría haber satisfecho los deseos de cualquier mujer normal".
En 1918 se casó con Humphrey Verdon Roe, financiador de su obra más famosa, Married Love: A New Contribution to the Solution of the Sex Difficulties (Amor Conyugal: Una nueva contribución a la solución de las dificultades sexuales). Su hijo, Harry Stopes-Roe, nació en 1924.
En 1923, Marie Stopes compró el Old Higher Lighthouse en la isla de Portland, Dorset, para escapar del difícil clima de Londres durante su proceso judicial contra Halliday Sutherland. Los bosques fósiles jurásicos de la isla le proporcionaron un interés inagotable. Fundó y dirigió el Museo de Portland, inaugurado en 1930. La casa de campo que alberga el museo sirvió de inspiración para La bien amada, novela de Thomas Hardy, que era amigo de Marie Stopes.
En la década de 1940, a Stopes no le gustaba la compañera de Harry, Mary Eyre Wallis, hija del célebre ingeniero Barnes Wallis. Cuando Harry anunció su compromiso en octubre de 1947, la madre de Harry se puso manos a la obra para "intentar sabotear la unión" y escribió al padre de Mary para quejarse. Intentó conseguir el apoyo de Humphrey para que no se casaran, argumentando que los nietos podrían heredar la miopía de Mary, pero él no se dejó convencer. Más tarde, Stopes creyó que "la había traicionado con este matrimonio" y le excluyó de cualquier herencia importante.
Stopes murió el 2 de octubre de 1958, a los 77 años, de cáncer de mama en su casa de Dorking, Surrey. En su testamento dejó su clínica a la Sociedad de Eugenesia; la mayor parte de su patrimonio fue a parar a la Real Sociedad de Literatura. Su hijo Harry recibió su ejemplar del Great Oxford Dictionary y otros pequeños objetos. Una placa azul del Patrimonio Inglés recuerda a Stopes en el número 28 de Cintra Park, Upper Norwood, donde vivió de 1880 a 1892.

## Algunas publicaciones
- 1910. A Journal From Japan. Londres: Blackie & Son, Ltd. OL 9026688W

- 1912. Botany; or, The modern study of plants. Londres & Edimburgo: T.C. & E.C. Jack. OL 9026684W

- 1913. Catalogue of the Mesozoic Plants in the British Museum (Natural History): The Cretaceous Flora: Part I - II. Londres: British Museum

- con Jôji Sakurai. 1913. Plays of Old Japan. Londres: William Heinemann

- con Jôji Sakurai. 1927. Plays of Old Japan: The 'Nô'. Eclipse Press. OL 9026704W

- 1914. The 'Fern ledges' Carboniferous flora of St. John, New Brunswick. Ottawa: Gov. of Canada, Gov. Printing Bureau

- 1914. Man, other poems, and a preface. Londres: William Heinemann. OL 9026691W

- 1917. Conquest; or, A piece of jade; a new play. Londres: French

- 1918. Married Love. Londres: Fifield & Co. ISBN 0-19-280432-4. OL 9026716W

- 1918. Wise Parenthood: A Treatise on Birth Control or Contraception. Londres: Rendell & Co. ISBN 0-659-90552-3. OL 9026714W

- 1918. On the Four Visible Ingredients in Banded Bituminous Coal: Studies in the Composition of Coal, No. 1. Ottawa: Gov. of Canada, Gov. Printing Bureau

- 1920. Radiant Motherhood. Londres: Putnam. OL 9026706W

- 1921. The Truth about Venereal Disease. Londres: Putnam

- 1923. Contraception (birth control) its theory, history and practice. Londres: J. Bale, Sons & Danielsson. OL 9026713W

- 1923. Our Ostriches. Londres: Putnam. OL 9026703W

- 1926. Sex and the Young. New York & Londrees: Putnam. OL 53799W

- 1926. The Human Body. New York & Londres: Putnam. OL 9026707W

- 1926. A Banned Play and a Preface on the Censorship. Londrees: J. Bale, Sons & Danielsson. OL 9026682W

- 1928. Enduring Passion. New York: Putnam

- 1935. Marriage in My Time. Rich & Cowan Ltd.

- 1936. Change of Life in Men and Women. New York: Putnam. OL 9026710W

- 1939. Your Baby's First Year. Londres: Putnam

- 1940. Oriri. Londres: William Heinemann

- 1946. The Bathe, an Ecstasy. Londres: A. Moring. OL 412916W
- 1949 We Burn. Selected poems ... with portrait frontispiece and ... illustrations by Gregorio Prieto. London: Alex. Moring

## Biografías en inglés
- Aylmer Maude (1924). The Authorized Life of Marie C. Stopes. London: Williams & Norgate.

Aylmer Maude (1933). Marie Stopes: Her Work and Play. London: John Bale & Sons and Danielsson.
- Keith Briant (1962). Passionate Paradox: The Life of Marie Stopes. New York: W.W. Norton & Co.
- Ruth Hall (1978). Marie Stopes: a biography. London: Virago, Ltd. ISBN 0-86068-092-4.
- June Rose (1992). Marie Stopes and the Sexual Revolution. London: Faber and Faber. ISBN 0-571-16970-8.